# Llana de Gathol
Llana de Gathol (titre original : Llana of Gathol) est un recueil de nouvelles d'Edgar Rice Burroughs faisant partie du Cycle de Mars et se déroulant sur Barsoom. Il s'agit du dixième livre de la série, il suit Les Hommes synthétiques de Mars. 
Les nouvelles sont initialement publiées dans Amazing Stories en 1941, puis en un volume en 1948 par Edgar Rice Burroughs, Inc.
Il s'agit du dernier livre publié du vivant de Edgar Rice Burroughs.

## Publications

### Version originale
- Titre : Llana of Gathol
- Parution en magazine : Nouvelles The City of Mummies (devenue The Ancient Dead dans la parution en un volume), The Black Pirates of Barsoom, Yellow Men of Mars (devenu Escape on Mars dans la parution en un volume), et Invisible Men of Mars, dans Amazing Stories, 1941
- Parution en livre : Edgar Rice Burroughs, Inc., 1948

### Éditions françaises
- Llana de Gathol, Michel Decuyper (1994)
- Llana de Gathol, in Le Cycle de Mars 2, traduction de Martine Blond, Lefrancq (1995)  (ISBN 978-2-87153-466-2) (volume réédité par la librairie Ananke en 2002  (ISBN 978-2-87418-077-4))